# Phil Fearon
Phil Fearon (* 30. Juli 1956 in London, England) ist ein britischer Musikproduzent, Songwriter, Sänger und Multiinstrumentalist. Er trat in den 1980er Jahren auch unter dem Bandnamen Phil Fearon & Galaxy auf.

## Leben
Fearon war in den späten 1970er Jahren Mitglied der Londoner R&B-Band Kandidate. Mit Beginn der 1980er Jahre begann er auch als Musikproduzent zu arbeiten. Zusammen mit den Sängerinnen Dorothy Galdes und Julie Gore produzierte er von Funk und Pop inspirierte Dance-Titel. Die erste Single blieb 1982 noch weitgehend unbeachtet; die zweite Veröffentlichung namens Dancing Tight wurde 1983 vom Radio-DJ Robbie Vincent in dessen Sendung vorgestellt und erreichte daraufhin Platz vier der britischen Singlecharts. Im selben Jahr konnten sich zwei weitere Singles in den Charts platzieren. Die Singles des Jahres 1984 erreichten Platz fünf (What Do I Do) beziehungsweise Platz zehn (Everybody's Laughing). Nach vergleichsweise schwachen Verkaufsergebnissen der nächsten Veröffentlichungen gab Fearon die Produktion der Single I Can Prove It in die Hände der seinerzeit erfolgreichsten britischen Produzenten, Stock Aitken Waterman. Der Titel erreichte Platz acht der Singlecharts.
1987 beendete Fearon seine Bühnenkarriere und gründete das Plattenlabel Production House Records. Dort veröffentlichten unter anderem die Drum-and-Bass/House-Band Baby D, die mit der Ravesingle Let Me Be Your Fantasy 1994 zwei Wochen die UK Top 40 anführten.
Fearon ist mit Dorothy Galdes verheiratet, der ehemaligen Sängerin von Galaxy und Baby D. Ihre gemeinsame Tochter Stephanie ist als Schauspielerin tätig.